# La strage dei potenti
La strage dei potenti (titolo originale He Won't Need It Now) è un romanzo giallo hard boiled dello scrittore britannico James Hadley Chase da lui pubblicato con lo pseudonimo di James L. Docherty.

## Storia editoriale
Il libro ha avuto numerose traduzioni: in francese, tedesco, afrikaans, spagnolo e russo, tutte con il nominativo James Hadley Chase. Le pubblicazioni con lo pseudonimo James L. Docherty sono solo in inglese.
In italiano il libro è apparso nel 1996, edito dalla Mondadori, nella traduzione di Ugo Carrega.

## Trama
Bill Duffy è un giornalista appena licenziato. L'amico Sam prova atrovargli un nuovo posto, ma la sera stessa Duffy è ingaggiato da Daniel Morgan per un lavoro fotografico. La somma offerta è troppo alta perché si possa trattare di un lavoro onesto: infatti Morgan vuole incastrare una certa Annabel English, figlia di un influente politico, per ricattarlo. Perciò, dal momento in cui Duffy penetra in casa della donna, comincia una spirale di violenza: una rivoltella alle costole, una forte botta in testa e Duffy perde la macchina fotografica con il suo contenuto. Da quel momento deve fronteggiare sia gli scagnozzi di Morgan, sia chi protegge Annabel. Duffy tenta con ogni mezzo di recuperare il suo materiale: finisce con l'appropriarsi di un libriccino molto compromettente, con nomi e numeri di persone che fanno uso di droghe e sono riforniti dai gangster locali, a partire da Morgan. Credendosi capace di affrontare il gioco criminale, Duffy offre la sua scoperta a più persone, compreso il padre di Annabel. Ottiene solo che, attraverso una lunga scia di omicidi, l'impresa fallisca e lui stesso trovi la morte quasi per caso.

## Personaggi
- Duffy (Bill), giornalista fotografo appena licenziato.
- Sam McGuire, migliore amico di Duffy, persona onesta.
- Alice, moglie di Sam, molto affezionata a Duffy.
- Daniel Morgan, gangster, capo di una banda.
- Il piccoletto, Joe e Clive, della banda di Morgan.
- Annabel English, figlia di un importante uomo politico, affetta da pazzia, se la intende con vari delinquenti.
- Edwin English, padre di Annabel, politico che ha corrotto la polizia.
- Murray Gleason, marito segreto di Annabel, ne condivide le tendenze criminali.
- Ross, amico di Duffy, garagista, attrezza automobili di massima sicurezza.
- Gilroy, gangster della malavita nera, agisce nel Bronx. Amico di Ross.
- Shep e Schultz, della banda di Gilroy.
- Olga Shane, prostituta di ottimo livello.

## Edizioni
- (EN)  James L. Docherty, He Won't Need It Now, Rich & Cowan, London, 1939.
- James Hadley Chase, La strage dei potenti, traduzione di Ugo Carrega, collana Il Giallo Mondadori n. Milano 1966.
- James Hadley Chase, La strage dei potenti, traduzione di Ugo Carrega, collana I Classici del Giallo Mondadori n. 513, Milano 1986.